# Univerza Stony Brook
Državna univerza New Yorka v Stony Brooku ali kar Univerza Stony Brook (angleško State University of New York at Stony Brook, Stony Brook University) je ameriška državna raziskovalna univerza v Stony Brooku na Long Islandu v ameriški zvezni državi New York.